# Олена Груба
Олена Груба (босн. Jelena Gruba) — королева Боснії з династії Котроманичів у 1395–1398 роках. Єдина жінка в історії, яка правила Боснією.

## Біографія
Олена походила зі знатного дому Ніколичів, які управляли частиною Захумлє. Була у шлюбі зі Стефаном Дабишею з дому Котроманічів, який 1391 року став королем Боснії.
1395 року король Дабіша помер. Перед смертю він призначив своїм спадкоємцем короля Угорщини Сигізмунда (дружина Сигізмунда Марія Угорська за материнською лінією походила з дому Котроманичів). Однак боснійська знать виступила за перехід трону до вдови померлого короля. Сигізмунд після перемовин з князями Боснії не став боротись за боснійську корону, оскільки після смерті Марії зосередився на збереженні за собою угорського престолу та боротьбі проти хорватів та турків, причому війна з турками ледь не призвела до його загибелі.
Оскільки Олена не мала сильної королівської влади та навіть своїм троном була цілковито зобов'язана знаті, за її правління зросли могутність дворянських родів королівства та їхня незалежність від королівської влади, низка князів правили своїми володіннями як незалежними державами. Королева підтримувала гарні стосунки з Рагузою (Дубровником), 1397 року за її наказом було скасовано митні збори для рагузанських купців у низці земель.
1398 року на боснійський трон зійшов Стефан Остоя, незаконнонароджений син короля Твртко I, попередника Стефана Дабіші. Наразі невідомо, з якої причини відбулася зміна влади. Найбільш імовірно, це було спільним рішенням наймогутніших вельмож королівства. Після свого усунення й воцаріння Остої Олена продовжувала жити при дворі як вдова-королева. В наступному році вона померла.

## Також
- Список панівних королев